# Soedan op de Olympische Jeugdzomerspelen 2010
Soedan nam deel aan de Olympische Jeugdzomerspelen 2010 in Singapore, de eerste editie van de Olympische Jeugdspelen.

## Deelnemers en resultaten
(m) = mannen, (v) = vrouwen 

### Atletiek
| Olympiër            | Discipline         | Resultaat | Prestatie                                            |
| ------------------- | ------------------ | --------- | ---------------------------------------------------- |
| Sadam Elnour        | 400 m (m)          | 4e        | 1R serie 3: 47,37 (1e) A-finale: 47,32               |
| Ali Mohamed         | 400 m horden (m)   | 10e       | 1R serie 2: 54,38 (4e) B-finale: (4e)                |
| Elnazer Abdelrahman | 1000 m (m)         | 9e        | kwalificatie serie 1: 2.25,55 (4e) A-finale: 2.29,79 |
| Abdelmunaim Adam    | 3000 m (m)         | 12e       | kwalificatie: 8.33,03 (13e) B-finale: 8.27,19 (1e)   |
| Yousif Daifalla     | 2000 m steeple (m) | 5e        | kwalificatie: 5.56,46 pr (6e) A-finale: 5.45,84 pr   |
|                     |                    |           |                                                      |
| Tasabih Elsayed     | 400 m horden (v)   |           | 1R serie 2: gediskwalificeerd B-finale: 1.01,13 (1e) |

### Roeien
| Olympiër      | Discipline | Resultaat | Prestatie                                                                                                   |
| ------------- | ---------- | --------- | --- |
| Musab Mohamed | skiff (m)  | 21e       | 1R serie 2: 4.04,73 (6e) 1R herkansing 2: 4.15,44 (5e) HF C/D 2: 4.21,74 (4e) D-finale: 4.22,65 (3e)        |
|               |            |           | |
| Muram Ali     | skiff (v)  | 22e       | 1R serie 3: 5.12,05 (5e) 1R herkansing 3: niet gefinisht (5e) HF C/D 1: 5.38,81 (5e) D-finale: 5.29,10 (4e) |

Afghanistan · Albanië · Algerije · Amerikaanse Maagdeneilanden · Amerikaans-Samoa · Andorra · Angola · Antigua en Barbuda · Argentinië · Armenië · Aruba · Australië · Azerbeidzjan · Bahama's · Bahrein · Bangladesh · Barbados · België · Belize · Benin · Bermuda · Bhutan · Bolivia · Bosnië en Herzegovina · Botswana · Brazilië · Britse Maagdeneilanden · Brunei · Bulgarije · Burkina Faso · Burundi · Cambodja · Canada · Centraal-Afrikaanse Republiek · Chili · China · Chinees Taipei · Colombia · Comoren · Congo-Brazzaville · Congo-Kinshasa · Cookeilanden · Costa Rica · Cuba · Cyprus · Denemarken · Djibouti · Dominica · Dominicaanse Republiek · Duitsland · Ecuador · Egypte · El Salvador · Equatoriaal-Guinea · Eritrea · Estland · Ethiopië · Fiji · Filipijnen · Finland · Frankrijk · Gabon · Gambia · Georgië · Ghana · Grenada · Griekenland · Groot-Brittannië · Guam · Guatemala · Guinee · Guinee‑Bissau · Guyana · Haïti · Honduras · Hongarije · Hongkong · Ierland · IJsland · India · Indonesië · Irak · Iran · Israël · Italië · Ivoorkust · Jamaica · Japan · Jemen · Jordanië · Kaaimaneilanden · Kaapverdië · Kameroen · Kazachstan · Kenia · Kirgizië · Kiribati · Koeweit · Kroatië · Laos · Lesotho · Letland · Libanon · Liberia · Libië · Liechtenstein · Litouwen · Luxemburg · Macedonië · Madagaskar · Malawi · Malediven · Maleisië · Mali · Malta · Marshalleilanden · Marokko · Mauritanië · Mauritius · Mexico · Micronesië · Moldavië · Monaco · Mongolië · Montenegro · Mozambique · Myanmar · Namibië · Nauru · Nederland · Nederlandse Antillen · Nepal · Nicaragua · Nieuw-Zeeland · Niger · Nigeria · Noord-Korea · Noorwegen · Oeganda · Oekraïne · Oezbekistan · Oman · Oostenrijk · Oost‑Timor · Pakistan · Palau · Palestina · Panama · Papoea-Nieuw-Guinea · Paraguay · Peru · Polen · Portugal · Puerto Rico · Qatar · Roemenië · Rusland · Rwanda · Saint Kitts en Nevis · Saint Lucia · Saint Vincent en Grenadines · Salomonseilanden · Samoa · San Marino · Sao Tomé en Principe · Saoedi-Arabië · Senegal · Servië · Seychellen · Sierra Leone · Singapore · Slovenië · Slowakije · Soedan · Somalië · Spanje · Sri Lanka · Suriname · Swaziland · Syrië · Tadzjikistan · Tanzania · Thailand · Togo · Tonga · Trinidad en Tobago · Tsjaad · Tsjechië · Tunesië · Turkije · Turkmenistan · Tuvalu · Uruguay · Vanuatu · Venezuela · Verenigde Arabische Emiraten · Verenigde Staten · Vietnam · Wit-Rusland · Zambia · Zimbabwe · Zuid-Afrika · Zuid-Korea · Zweden · Zwitserland